# April Ross
April Elizabeth Ross (Costa Mesa, 20 giugno 1982) è un'ex pallavolista e giocatrice di beach volley statunitense.

## Biografia
Ha iniziato la sua carriera agonistica come pallavolista, dopo aver conquistato la NCAA Division I con la University of Southern California nel 2002 e nel 2003, anno in cui è stata anche membro della nazionale statunitense. Nel 2006 però ha lasciato la pallavolo per dedicarsi esclusivamente al beach volley.
Ha debuttato nel circuito professionistico internazionale il 25 ottobre 2006 ad Acapulco, in Messico, in coppia con Barbra Fontana uscendo nei preliminari del torneo e senza aver quindi ottenuto una posizione in classifica. Il 30 giugno 2007 ha ottenuto la sua prima vittoria in una tappa del World tour a Stavanger, in Norvegia, insieme a Jennifer Kessy. Nel massimo circuito FIVB ha trionfato per nove volte, tutte con la Kessy.
Ha preso parte all'edizione dei Giochi olimpici di Londra 2012, occasione in cui ha conquistato la medaglia d'argento insieme a Jennifer Kessy.
Ha altresì partecipato a quattro edizioni dei campionati mondiali, salendo sul podio in una occasione, a Stavanger 2009, quando ha vinto il titolo iridato in coppia con Jennifer Kessy.

## Palmarès
- Giochi olimpici

Londra 2012: argento.
Rio de Janeiro 2016: bronzo.
Tokyo 2020: oro.
- Mondiali

Stavanger 2009: oro.
- World tour

29 podi: 9 primi posti, 11 secondi posti e 9 terzi posti

### World tour - vittorie
| Data             | Località  | Nazione    | in coppia con  |
| ---------------- | --------- | ---------- | -------------- |
| 30 giugno 2007   | Stavanger | Norvegia   | Jennifer Kessy |
| 9 novembre 2008  | Phuket    | Thailandia | Jennifer Kessy |
| 16 novembre 2008 | Sanya     | Cina       | Jennifer Kessy |
| 4 luglio 2009    | Stavanger | Norvegia   | Jennifer Kessy |
| 26 luglio 2009   | Marsiglia | Francia    | Jennifer Kessy |
| 8 novembre 2009  | Phuket    | Thailandia | Jennifer Kessy |
| 9 maggio 2010    | Shanghai  | Cina       | Jennifer Kessy |
| 22 maggio 2010   | Roma      | Italia     | Jennifer Kessy |
| 2 luglio 2011    | Stavanger | Norvegia   | Jennifer Kessy |
| 28 ottobre 2012  | Bang Saen | Thailandia | Jennifer Kessy |

### World tour - trofei individuali
- 1 volta miglior giocatrice in attacco: nel 2009
- 2 volte miglior schiacciatrice: nel 2011 e nel 2011
- 2 volte miglior giocatrice al servizio: nel 2011 e nel 2012
- 1 volta miglior esordiente: nel 2007